# Rafael de Medina Abascal
Rafael de Medina Abascal (Madrid, 25 september 1978) is de 20e hertog van Feria en 18e markies van Villalba. 
De Medina is de zoon van Rafael de Medina (†2001) en werd na diens dood in 2002 de 20e hertog. Zijn moeder is een Spaans model. Hij huwde met Laura Vecino de Acha met wie hij twee kinderen kreeg. 
De hertog is eigenaar van het omvangrijk familiepatrimonium waaronder verschillende paleizen.